# 日本・EU経済連携協定

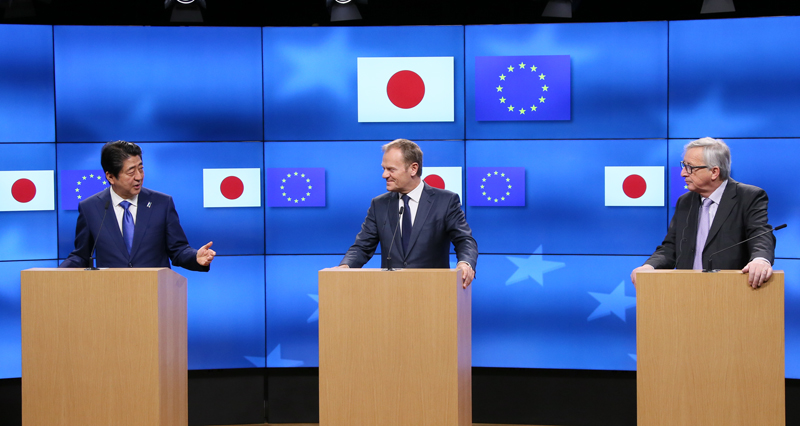
日本・EU経済連携協定

日本・EU経済連携協定（にほん・イーユーけいざいれんけいきょうてい、英語: Agreement between the European Union and Japan for an Economic Partnership）とは、2018年に締結された日本と欧州連合間における、貿易や投資など経済活動の自由化による連携強化を目的とする経済連携協定（英語: EPA：Economic Partnership Agreement）である。
政治やグローバル課題、その他の分野別協力による政治・外交・社会関係の緊密化を目的とする日EU戦略的パートナーシップ協定（日EUSPA協定）とは別の協定であるが、EUは、第三国との関係強化において、政治分野のSPAと経済分野のEPA／FTAを並行して交渉し、その締結を目指してきており、両者は相互補完的な協定とされている。
日本法においては、国会承認を経た「条約」であり、日本国政府による日本語の正式な題名・法令番号は「経済上の連携に関する日本国と欧州連合との間の協定（平成30年条約第15号）」である。

## 署名までの経緯
2011年5月28日、菅直人首相とEUのヘルマン・ファン・ロンパウ欧州理事会議長およびジョゼ・マヌエル・ドゥラン・バローゾ欧州委員会委員長が、日本とEUの経済連携協定（EPA）について、交渉のためのプロセスを開始することに合意した。
2013年4月15日から19日までの日程でベルギーのブリュッセルにおいて、日EU経済連携協定（EPA）交渉の第1回会合が開催され、日本と欧州連合のEPA交渉が開始された。
2013年6月24日から7月3日までの日程で東京において、日EU経済連携協定（EPA）交渉の第2回会合が開催された。
2013年10月21日から25日までの日程でベルギーのブリュッセルにおいて、日EU経済連携協定（EPA）交渉の第3回会合が開催された。
2014年1月27日から31日までの日程でベルギーのブリュッセルにおいて、日EU経済連携協定（EPA）交渉の第4回会合が開催された。
2014年3月31日から4月4日までの日程で東京において、日EU経済連携協定（EPA）交渉の第5回会合が開催された。
2014年7月7日から11日までの日程で東京において、日EU経済連携協定（EPA）交渉の第6回会合が開催された。
2014年7月19日、茂木経済産業相とデフフト欧州委員（通商担当）が、オーストラリア・シドニーにおけるG20貿易大臣会合の際に会談した。この会談において日EUEPAについて、2015年末までの妥結を目指すことで一致し、閣僚レベルで具体的な妥結時期を初めて確認したと報道された。経済産業省の公式発表では「2015年中の大筋合意という目標について共有」と表現されている
2014年10月20日から24日までの日程でベルギーのブリュッセルにおいて、日EU経済連携協定（EPA）交渉の第7回会合が開催された。
2014年12月8日から12日までの日程で東京において、日EU経済連携協定（EPA）交渉の第8回会合が開催された。
2015年2月23日から27日までの日程でベルギーのブリュッセルにおいて、日EU経済連携協定（EPA）交渉の第9回会合が開催された。
2015年4月22日から28日までの日程で東京において、日EU経済連携協定（EPA）交渉の第10回会合が開催された。
2015年7月6日から10日までの日程でベルギーのブリュッセルにおいて、日EU経済連携協定（EPA）交渉の第11回会合が開催された。
2015年9月14日から18日までの日程で東京において、日EU経済連携協定（EPA）交渉の第12回会合が開催された。
2015年10月26日から11月6日までの日程でベルギーのブリュッセルにおいて、日EU経済連携協定（EPA）交渉の第13回会合が開催された。
2015年11月30日から12月4日までの日程で東京において、日EU経済連携協定（EPA）交渉の第14回会合が開催された。
2016年2月29日から3月4日までの日程でベルギーのブリュッセルにおいて、日EU経済連携協定（EPA）交渉の第15回会合が開催された。
2016年4月11日から4月15日までの日程で東京において、日EU経済連携協定（EPA）交渉の第16回会合が開催された。
2016年9月26日から9月30日までの日程でベルギーのブリュッセルにおいて、日EU経済連携協定（EPA）交渉の第17回会合が開催された。
2017年4月3日から5日までの日程で東京において、日EU経済連携協定（EPA）交渉の第18回会合が開催された。
交渉において、EU側が乳製品において大幅な市場開放を求めるなど強硬姿勢を崩さず協議は難航し、16回及び17回会合では「次回会合の日程については，引き続き調整」という状態になったが、アメリカのドナルド・トランプ大統領の保護主義政策に対抗するため、2017年3月に首席交渉官を経済交渉の経験が長い鈴木庸一大使に交代するなどし、協定締結に向けた交渉が加速した。
2017年4月3日から5日までの日程で東京において、日EU経済連携協定（EPA）交渉の第18回会合が開催された。なおこのときの発表では「次回会合の日程については，引き続き調整」とされたが、実際には交渉会合としては18回を最後に開催されず、大枠合意、協定署名と進行した。
2017年7月6日、安倍晋三首相とEUのドナルド・トゥスク欧州理事会議長およびジャン＝クロード・ユンケル欧州委員長が、共同記者会見を開き交渉が大枠合意に至ったことを正式表明。その後同年12月にブリュッセルで行われた首席交渉官会合で交渉妥結に至り、投資家対国家の紛争解決制度について首席交渉官による交渉会合を継続することも合意された。
投資分野については、最終的に日EUEPAから分離することになった。投資分野の分離は、2019年3月（当初の予定）の英離脱前のEPA発効を最優先するのが狙いである。通商協定の投資分野を巡っては欧州司法裁判所は2017年5月、対外交渉の権限をEUだけでなく、加盟国も共有していると判断したため、EUでは投資部分を含む通商協定の発効にはすべてのEU加盟国の議会と一部地方議会の批准・承認手続きが必要となっている。2016年にはカナダとの包括的経済・貿易協定（CETA）を巡って、ベルギー地方議会の反対で承認が遅れて混乱した。切り離しでこうした不透明要因はなくなる。
交渉妥結を受け、日EU間において協定条文の作成作業が行われ、EU側においては、2018年4月18日付けで、欧州委員会から欧州理事会に対して協定の署名の署名について提案がされた。欧州委員会の決定に基づき2018年7月6日づけ理事会決定により協定署名が決定された。EPA協定の署名は当初、SPA協定と同時に2018年7月11日にブリュッセルで開催される予定だった日EU首脳協議において行われる予定とされていた。しかし西日本を中心にした平成30年7月豪雨により甚大な被害が広範囲に拡大したことを受け、安倍晋三首相の訪欧が取りやめになったことにより延期され、7月17日に東京で開催される日EU首脳協議において署名されることになった。
協定の署名については、日本側は、2018年7月17日の閣議で決定し、17日の第25回日EU定期首脳協議において、安倍晋三首相、ドナルド・トゥスク欧州理事会議長及びジャン＝クロード・ユンカー欧州委員会委員長との間で協定の署名がされた。署名後、協定の条文（日本語、英語）が外務省HPに掲載され公表された。
なお分離された投資分野については、日EU投資交渉会合として別途交渉がされることになった。

## 国内手続

### 日本
2018年9月3日に農林水産省は、事前意図公告として「特定農林水産物等の名称の保護に関する法律の一部改正案について」を公表した。これはWTO協定附属書1Aの貿易の技術的障害に関する協定第2条9.2及び第5条6.2に基づくもので規格等の導入にあたり事前に意図を公表し、意見を述べることができるようにするものである。改正案の概要は「日ＥＵ経済連携協定を担保し、また、本協定に基づき両国の地理的表示（ＧＩ）の相互保護を適切に行うため、特定農林水産物等の名称の保護に関する法律の一部を改正するもの」である。
11月6日の閣議で、「経済上の連携に関する日本国と欧州連合との間の協定の締結について国会の承認を求めるの件」及び関連国内法改正である「特定農林水産物等の名称の保護に関する法律の一部を改正する法律案」が決定され、同日衆議院へ提出された。特定農林水産物等の名称の保護に関する法律以外の法改正は必要としない。これは、特定農林水産物等の名称の保護以外で法改正が必要だった事項（関税、著作権等）については、同じ内容が、CPTPP協定実施のための環太平洋パートナーシップ協定の締結及び環太平洋パートナーシップに関する包括的及び先進的な協定の締結に伴う関係法律の整備に関する法律により2018年12月30日に施行されるためである。
特定農林水産物等の名称の保護に関する法律案は、衆議院において、11月14日に農林水産委員会に付託され、11月20日に農林水産委員会で可決され、11月22日に本会議で全会一致で可決され参議院へ送付された。参議院において、11月26日に農林水産委員会に付託され、11月29日に農林水産委員会で可決され、11月30日に本会議で賛成233、反対0の全会一致で可決され、成立した。
協定の承認案件は、11月20日に衆議院本会議で趣旨の説明が行われ、同日外務委員会に付託され、11月28日に外務委員会で、11月29日に衆議院本会議で可決され、参議院へ送付された。賛成会派は、自由民主党、 公明党、日本維新の会、希望の党及び未来日本、反対会派は、立憲民主党・民友会、国民民主党・無所属クラブ、 無所属の会、日本共産党、社会民主党・市民連合及び自由党であった。
参議院においては12月3日に本会議で趣旨の説明が行われ、同日外交防衛委員会に付託され、12月6日に外交防衛委員会で、12月8日に本会議で賛成167、反対71で可決され、国会の承認がされた。賛成会派は、自由民主党・国民の声、 公明党、日本維新の会、希望の党、無所属クラブ及び無所属の一部（平山佐知子、山口和之）、反対会派は、立憲民主党・市民クラブ、国民民主党・新緑風会、 無所属の会、日本共産党、希望の会（自由・社民）、沖縄の風及び無所属の一部（郡司　彰、長浜博行）であった。
12月21日の閣議で、「経済上の連携に関する日本国と欧州連合との間の協定の効力発生のための外交上の公文の交換について」が決定され、協定発効に向けた日本側の承認手続きが完了した。

### ＥＵ
EUにおいて日ＥＵ経済連携協定は、欧州議会の同意を要するとされ、2018年9月10日に欧州議会の国際貿易委員会に付託され、11月5日に賛成26、反対9、棄権2で可決された。12月12日、欧州議会本会議は賛成474、反対152、棄権40で協定を承認した。
12月20日には閣僚理事会で承認され、協定発効に向けたEU側の承認手続きが完了した。

## 発効
日本EU双方の手続きの最終的完了を受けて12月21日、ベルギーのブリュッセルにおいて、協定の効力の発生のための国内手続が完了したことを相互に通告する外交上の公文の交換が行われた。これにより、協定の2019年2月1日の発効が確定した。

## 「データの自由な流通に関する規定」を協定に含めるための交渉
2022年10月7日、日EU・EPAに「データの自由な流通に関する規定」を含めるための交渉を開始すると日本の外務省が発表した。
2024年1月31日、ベルギーのブリュッセルにおいて、日EU経済連携協定（EPA）に「データの自由な流通に関する規定」を含める「経済上の連携に関する日本国と欧州連合との間の協定を改正する議定書」の署名が行われた。
2024年5月27日、ベルギーのブリュッセルにおいて、日EU経済連携協定（EPA）に「データの自由な流通に関する規定」を含める「経済上の連携に関する日本国と欧州連合との間の協定を改正する議定書」の効力発生のための関係する国内法上の要件及び手続が完了したことを相互に通告する外交上の公文の交換が行われた。これにより、本改正議定書は、2024年年7月1日に効力を生じる。

## 協定の主要内容

### 関税撤廃の概要
日本は、農林水産品については、関税撤廃率を94%とし、コメは、関税撤廃・削減の対象から除外。麦・乳製品の国家貿易制度、砂糖の糖価調整制度、豚肉の差額関税制度は維持。関税割当てやセーフガードを確保。ソフト系チーズは関税割当てとし，枠内数量は国産の生産拡大と両立可能な範囲に留めた。牛肉は15年の関税削減期間とセーフガードを確保。酒については、ワイン関税の即時撤廃、日本酒，焼酎については，関税を11年目に撤廃。
鉱工業品については、関税撤廃率を100%とし、化学工業製品，繊維・繊維製品等は、即時撤廃。皮革・履物（現行最高税率30％）は、11年目又は16年目に撤廃。
日本は、農林水産品については、牛肉，茶，水産物の輸出重点品目を含め，ほぼ全品目で関税撤廃（ほとんどが即時撤廃）を獲得。日本ワインの輸入規制の撤廃（醸造方法の容認，業者による自己証明の導入）、酒類の全ての関税を即時撤廃を獲得している。農産品・酒類（日本酒等）に係る地理的表示（GI）の保護を確保。鉱工業品については、撤廃率を100%を獲得。乗用車（現行税率10%）は8年目に撤廃。自動車部品：９割以上が即時撤廃（貿易額）。一般機械，化学工業製品，電気機器が約9割が即時撤廃（貿易額）を獲得している。

### サービスの貿易・投資自由化・電子商取引

#### 自然人の入国及び一時的な滞在 -職業への影響
日本及びEUはそれぞれ、附属書に規定する約束に従い、他方の締約者の設立目的の商用訪問者，企業内転勤者，投資家，契約に基づくサービス提供者，独立の自由職業家及び短期商用訪問者の入国と一時的滞在を許可する。
日本からEU各国への企業内転勤者、投資家、短期商用訪問者、投資家、またその配偶者及び子には、附属書8-Bの欧州連合の表の規定が適用される。
EU各国から日本への企業内転勤者、投資家、短期商用訪問者、投資家、またその配偶者及び子には、附属書8-Bの日本国の表の規定が適用される。
同附属書にはまた、EUにおける契約に基づく、または日本国における契約に基づくサービス業者や独立職業家（学者や法曹など）の業務活動の制限も規定されているが、日本国内では教育サービスやラジオ及びテレビの放送サービスの領域で活動制限がある以外には、殆ど制限がない。これに対しEUでは、項目毎に各EUの締約国は異なった規定をしている。

## 協定の適用範囲
協定の適用される領域については、協定第1･3条1(a)でEUについては「欧州連合に関する条約及び欧州連合運営条約がこれらの条約に定める条件の下に適用される領域」とされ、さらに関税の適用については第1･3条3欧州連合の関税領域の区域であって１の規定の対象でないもの並びに附属書3-E及び附属書3-Fに規定する区域についても適用する」となっている。ここで欧州連合加盟国の特別領域の扱いが定められており、具体的に日本税関HPにおいて。
日 EU・EPA は、欧州連合に関する条約及び欧州連合運営条約が定める地域に適⽤されます。また、日 EU・EPA に基づく譲許税率にあたっては、EU 関税法が適⽤される地域や日 EU・EPA 附属書 3-E、3-F に規定される地域にも適⽤されます。

このため、EU ⾮構成国であっても日 EU・EPA の税率が適⽤される国（モナコ、アンドラ、サンマリノ）があります。⼀⽅、フェロー諸島等の EU 構成国の⾃治領等で、日 EU・EPA の税率が適⽤されない地域もあります。

と案内され、さらに日EU・EPA EPA税率の地理的適⽤範囲表がHPに掲載され、それぞれの地域が具体的に含まれるかどうかを広報している。
日本の適用範囲については協定第1･3条1(b)で「日本国の領域」とシンプルに規定されている。

## イギリスのEU離脱後における日EU・EPAの適用
イギリスのEU離脱については、紆余曲折をへて2020年2月1日に離脱が確定した。これ踏まえ2020年1月31日に、日本の財務省関税局は税関HPにおいて、「英国のEU離脱後（移行期間）における日EU・EPAの適用について」と題する発表を行った。
内容的には、従前の発表のとおりイギリス・EU間の離脱協定が発効したため、移行期間（この期間中は、第三国との間でEUが締結している国際約束を含むEU法がイギリスに適用）中は、日本に輸入されるイギリス産品については、日EU・EPAに基づく税率が適用されるとするものである。イギリス・EU間の離脱協定においては、移行期間は2020年12月31日（木曜日）までと規定されている。
法的には、移行期間中においては、日EU間の国際約束におけるEUにはイギリスを含むことが日EU間で合意され、2020年2月1日に外務省告示第25号（英国の欧州連合からの離脱に伴う移行期間中の英国に対する日欧州連合間の国際約束の適用に関する件）として公表された。
イギリス・EU間の離脱協定に定める移行期間は2020年12月31日限りで終了し、日EU・EPAのイギリスへの適用も終了した。2021年1月1日からは日本とイギリスとの貿易には日英包括的経済連携協定が適用される。

### インターウィキリンク
- ウィキメディア・コモンズには、日本・EU経済連携協定に関するカテゴリがあります。
- 日本語版ウィキソースに本記事に関連した原文があります：日EU経済連携協定